# Julián Castro (político)
Julián Castro (San Antonio, 16 de septiembre de 1974) es un empresario,  abogado y  político demócrata estadounidense que se desempeñó como el 16º Secretario de Vivienda de los Estados Unidos y Desarrollo Urbano bajo el presidente Barack Obama de 2014 a 2017.
Fue elegido alcalde el 9 de mayo del 2009, convirtiéndose en el alcalde electo más joven de las principales ciudades por población en los Estados Unidos.  En 2014, el presidente Barack Obama lo designó como candidato a Secretario de Vivienda y Desarrollo Urbano, jurando el cargo el 28 de julio de 2014.
A mediados de enero de 2016, se empezó a especular sobre si la candidata presidencial demócrata Hillary Clinton lo elegiría como candidato a la Vicepresidencia de los Estados Unidos.
Es hermano gemelo del congresista Joaquín Castro.

## Biografía
Castro asistió la Escuela Preparatoria Thomas Jefferson. Castro completó su carrera universitaria con honores y mención de honor en la Universidad de Stanford en 1996 y, posteriormente culminaría un doctorado en leyes por la Facultad de Derecho de la Universidad de Harvard en 2000. Está casado con Érica Lira Castro, maestra de escuela de enseñanza primaria, siendo padres de una hija, Carina Victoria, nacida el 14 de marzo de 2009.
De ascendencia mexicana, es originario de San Antonio en el estado de Texas.

## Ámbito político
En 2001, a la edad de 26 años, Castro llegó a ser el concejal electo más joven en la historia de la ciudad de San Antonio. A través de su ocupación y experiencia en el servicio público, Castro implementaría su visión de crecimiento económico, así como una calidad de vida elevada para los sanantoninos.
En 2005, fundó el bufete de Julián Castro, PLLC, una práctica de litigación civil. El ha servido en la directiva de la Asociación de Servicios Familiares, en la Junta consultiva de Clear Channel San Antonio y el banco nacional de San Antonio. Además de su servicio comunitario, Castro impartió cursos en la Universidad de Texas en San Antonio, la Universidad de la Trinidad y en la Universidad de Santa María.
Fue elegido alcalde el 9 de mayo de 2009, convirtiéndose en el alcalde electo más joven de las principales ciudades por población en los Estados Unidos.
En 2014, el presidente Barack Obama lo designó como candidato a Secretario de Vivienda y Desarrollo Urbano, jurando el cargo el 28 de julio de 2014.

### Candidatura a vicepresidente
Durante las primarias demócratas, con vista a las elecciones presidenciales de 2016, Castro respaldó la candidatura de Hillary Clinton. A mediados de enero de 2016 se empezó a especular sobre si Clinton lo elegiría como candidato a la Vicepresidencia de los Estados Unidos.
En enero de 2019 Julián Castro anunció su precandidatura a la presidencia de Estados Unidos. Fue el único hispano en la contienda. Castro suspendió su campaña presidencial el 2 de enero de 2020.El 2 de junio de 2020, apoyó al presunto candidato demócrata Joe Biden.El 12 de julio de 2021, Castro se unió a NBC News y MSNBC como comentarista político.
En julio de 2024, Castro pidió que Joe Biden se retirara de las elecciones presidenciales de Estados Unidos de 2024.

## Vida privada
Contrajo matrimonio con Erica Lira son padres de Carina Victoria y Cristian Castro Lira. Su hermano gemelo, Joaquín, es miembro de la Cámara de Representantes por Texas.